# حزب سبزهای گرجستان
حزب سبزهای گرجستان ( گرجی: საქართველოს მწვანეთა პარტია و لاتین: Sakartvelo's mtsvaneta partia) یک حزب سیاسی در گرجستان است. گیورگی گاچیلادزه رهبری آن را بر عهده دارد.
موفقیت حزب سبزها در گذر سال‌های گذشته متفاوت بوده است - در سال ۱۹۹۲، ۱۱ نماینده از ۲۳۵ عضو پارلمان داشت و در سال ۱۹۹۵ بخشی از ائتلاف حاکم بود. اما زمانی که در سال ۱۹۹۹ به طور مستقل شرکت کرد، تنها ۰.۵۵٪ آرا را کسب کرد. در انتخابات لغو شده سال ۲۰۰۳، به عنوان بخشی از ائتلاف ادوارد شواردنادزه شرکت کرد.
در سال ۲۰۱۲، این حزب به ائتلاف رویای گرجستان پیوست و در انتخابات ۲۰۱۲ و در انتخابات ۲۰۱۶ یک نماینده واحد را انتخاب کرد، اما قبل از انتخابات پارلمانی ۲۰۲۰ از ائتلاف خارج شد.
این حزب عضو اتحادیه حزب سبزهای اروپا و سبزهای جهانی است.